# Dead to Me (groupe)
Pour les articles homonymes, voir Dead to Me.
Dead to Me est un groupe de punk rock américain, originaire de San Francisco, en Californie.

## Biographie
Dead to Me est formé en 2003 à San Francisco, en Californie par le guitariste Jack Dalrymple et le batteur Brandon Pollack, tous les deux membres du groupe One Man Army, et par le bassiste Chicken, qui jouait avec Western Addiction. Brandon Pollack est rapidement remplacé par Ian Anderson, et Nathan Grice rejoignit le groupe comme second guitariste.
Après la sortie du deuxième album studio, Little Brother, en 2008, Dalrymple quitte le groupe pour se consacrer à son enfant et à son rôle dans les Swingin' Utters. Nathan Grice prit alors sa place comme chanteur.
En 2010, le guitariste Nathan Grice quitte le groupe, pour être remplacé par Sam Johnson (de New Mexican Disaster Squad) et de Ken Yamazaki (de Western Addiction).

## Discographie

### Albums studio
- 2006 : Cuban Ballerina
- 2009 : African Elephants
- 2011 : Moscow Penny Ante

### EP
- 2008 : Little Brother

### Singles
- 2010 : Wait for It... Wait for It!!
- 2011 : Split avec Riverboat Gamblers et Off With their Heads
- 2011 : Under The Influence vol. 16, split avec The Flatliners